# Apicia trifilaria
Apicia trifilaria är en fjärilsart som beskrevs av Herrich-Schäffer 1850. Apicia trifilaria ingår i släktet Apicia och familjen mätare. Inga underarter finns listade i Catalogue of Life.